# Centro-Oeste (Nepal)
O Centro-Oeste é uma região do Nepal. Tem uma população de 3 012 975 habitantes e uma área de 42 378 km². A sua capital é a cidade de Birendranagar.

## Zonas
A região está dividida em três zonas:
- Karnali
- Bheri
- Rapti